# NGC 434
NGC 434 è una galassia a spirale situata nella costellazione del Tucano.
Fu scoperta il 28 ottobre 1834 da John Herschel.